# ألان روف
ألان روف (بالإنجليزية: Alan Rough)‏ مواليد 25 نوفمبر 1951 في غلاسكو، هو لاعب ومدرب كرة قدم اسكتلندي دولي سابق كان يلعب كحارس مرمى. سبق له أن لعب في كأس العالم لكرة القدم مع منتخب بلاده. لعب خلال مسيرته 596 مباراة ولم يُسجل خلالها أية أهداف.

## المسيرة الاحترافية

### أندية لعب لها
- نادي بارتيك ثيسل
- نادي هيبرنيان
- نادي سلتيك
- هاميلتون أكاديميكال
- نادي آير يونايتد

## روابط خارجية
- ألان روف على موقع الاتحاد الإسكتلندي (الإنجليزية)
- ألان روف على موقع قاعدة بيانات كرة القدم.إي يو (الإنجليزية)
- ألان روف على موقع ناشيونال فوتبول تيمز (الإنجليزية)
- ألان روف على موقع Soccerbase.com (لاعب) (الإنجليزية)
- ألان روف على موقع عالم كرة القدم.نت (الإنجليزية)